# Alexander Abusch
Alexander Abusch (* 14. Februar 1902 in Krakau; † 27. Januar 1982 in Ost-Berlin) war ein Politiker, Kulturfunktionär und Autor in der DDR. Von 1949 bis 1950 war er kurzzeitig Mitglied des Kleinen Sekretariats des Parteivorstandes der SED. In seinen Funktionen war er mitverantwortlich für die Entwicklung und Umsetzung der zentral gelenkten Kulturpolitik der SED und der damit verbundenen staatlichen Zensur in der DDR.

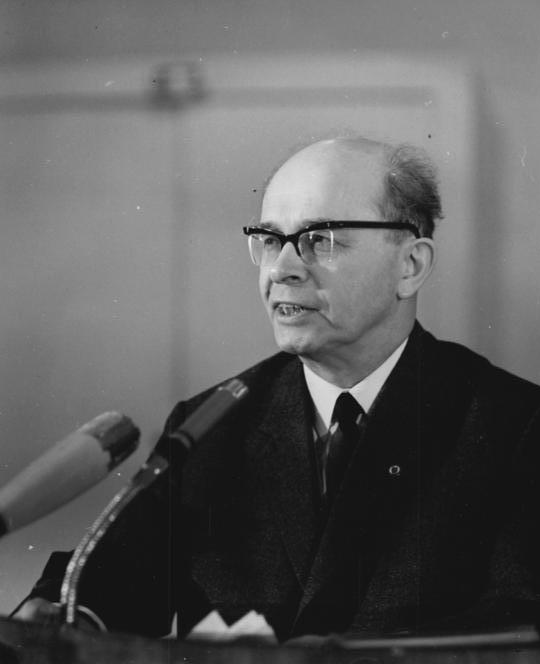
Alexander Abusch (1967)

## Leben und Wirken

### Ausbildung
Geboren in eine jüdische Familie, die 1902 nach Nürnberg ging, besuchte der Sohn eines Kutschers und einer Hausiererin die Volksschule und eine kaufmännische Fortbildungsschule. Von 1916 bis 1919 absolvierte er eine kaufmännische Lehre.

### Politischer Werdegang
1916 wurde er Mitglied der Freien sozialistischen Jugend (FSJ). 1918 trat Abusch in die KPD ein. 1918 bis 1923 beteiligte er sich an den revolutionären Kämpfen in Mitteldeutschland und wurde 1920 und 1922 wegen Hochverrats angeklagt. Seit 1921 war er Redakteur verschiedener kommunistischer Zeitungen. Von 1930 bis 1932 war er Chefredakteur der Roten Fahne. 1931 heiratete er Hildegard Aßmann, die Tochter des Sozialdemokraten Richard Aßmann.

### Exil
Nach der Machtübernahme der NSDAP floh Abusch nach Frankreich. Sein erster Exilort war Paris, wo er sich ab 1934 als Chefredakteur der Zeitschriften Unsere Zeit, Der Gegen-Angriff und 1935 bis 1939 der Roten Fahne betätigte. Weiterhin war er Mitherausgeber des Braunbuches über Reichstagsbrand und Hitlerterror. Im Lutetia-Kreis (1935 bis 1936) wirkte er mit am Versuch eine „Volksfront“ gegen die Hitlerdiktatur zu schaffen. Nach dem Einmarsch der deutschen Truppen in Frankreich wurde er interniert (1939/1940). Abusch konnte aus dem Lager fliehen und kämpfte in der französischen Résistance in Südfrankreich. 1941 emigrierte er nach Mexiko, wo er neben Paul Merker zu den Mitgründern der Freien Deutschen Bewegung Lateinamerika und des Nationalkomitees Freies Deutschland in Mexiko gehörte, dort war er bis 1946 auch Chefredakteur der Monatszeitschrift Freies Deutschland.

### Rückkehr

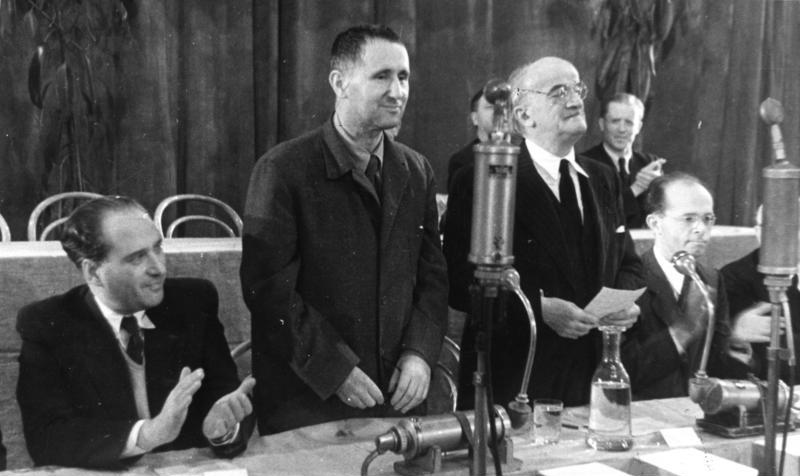
Von links nach rechts: Julius Hay, Bertolt Brecht, Ernst Legal, Alexander Abusch (1948)

1946 kehrte Abusch nach Deutschland zurück und trat in die SED ein. 1946 wurde er Abteilungsleiter im Kulturbund der DDR und 1948 Mitglied der Deutschen Wirtschaftskommission (DWK), der praktisch ersten deutschen Zentralregierung in der Sowjetischen Besatzungszone. 1948 bis 1950 war er Mitglied des Parteivorstandes der SED. 1949 wurde er Vizepräsident des Kulturbundes und hauptamtlicher Mitarbeiter des Zentralkomitees der SED. Im Juli 1950 wurde er im Zusammenhang mit der Merker-Affäre zeitweilig aus allen Funktionen entlassen.
Nachweislich seit 1951 war Abusch als Geheimer Informator (GI „Ernst“) dem Ministerium für Staatssicherheit der DDR verpflichtet.
1956 gehörte Abusch in der Deutschen Akademie der Künste (DAdK) einer Arbeitskommission zur weiteren Entwicklung der DDR-Literaturzeitschrift Sinn und Form an. 1954 wurde Abusch Stellvertreter des Ministers für Kultur, 1956 auch Staatssekretär. Am 1. Februar 1957 wurde er zum Mitglied des Zentralkomitees der SED kooptiert. Von Dezember 1958 bis Februar 1961 leitete er das Ministerium für Kultur der DDR, von 1961 bis 1971 war er als stellvertretender Vorsitzender des Ministerrates für Kultur und Erziehung zuständig. Danach war er ab Oktober 1972 Vizepräsident beziehungsweise ab 1975 Ehrenpräsident des Kulturbundes der DDR.
Bereits 1949/50 war er Mitglied der Provisorischen Volkskammer, im November 1958 wurde er erneut Abgeordneter und war lange Jahre Vorsitzender der Kulturbund-Fraktion.

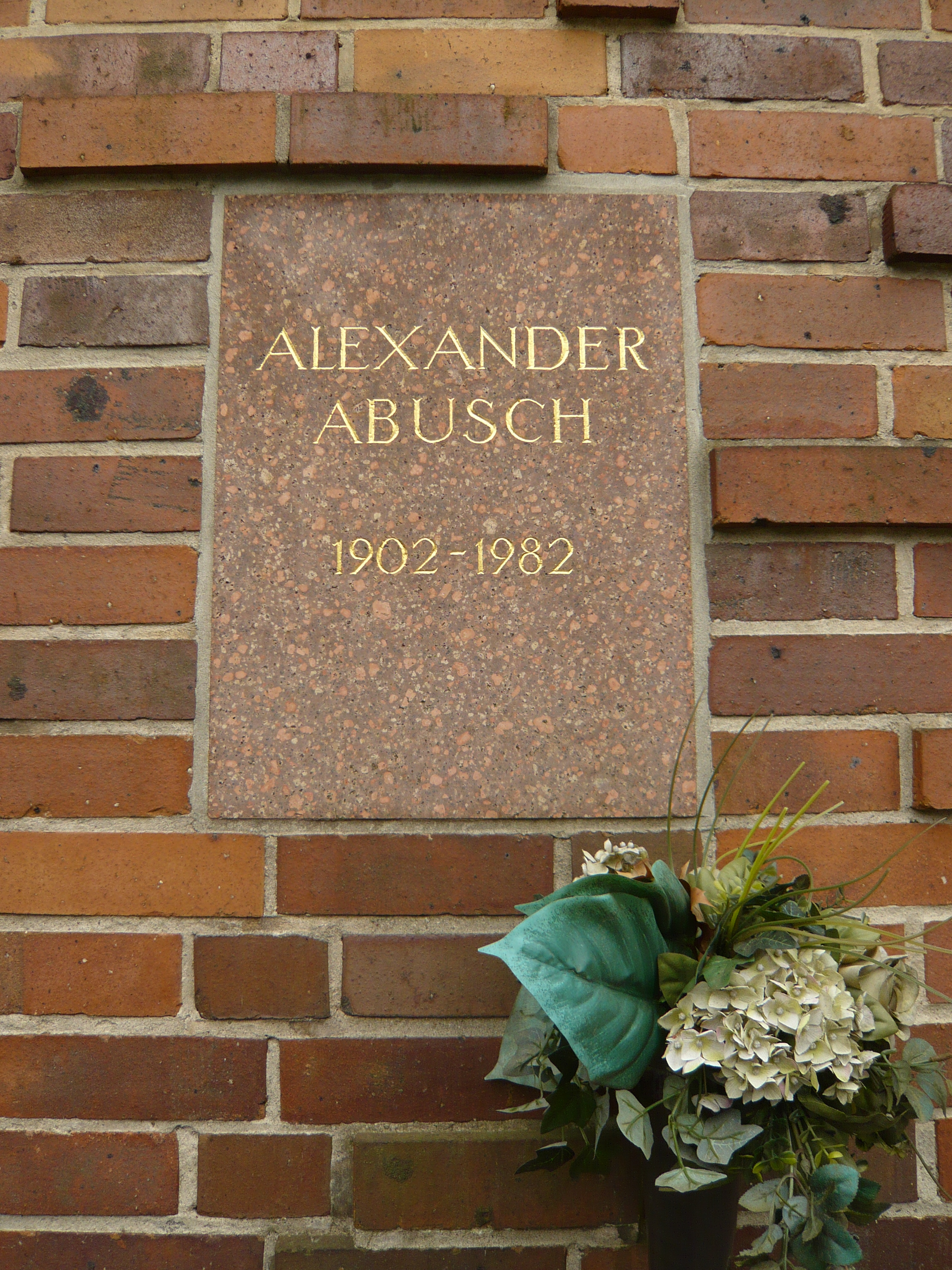
Grabstätte von Alexander Abusch

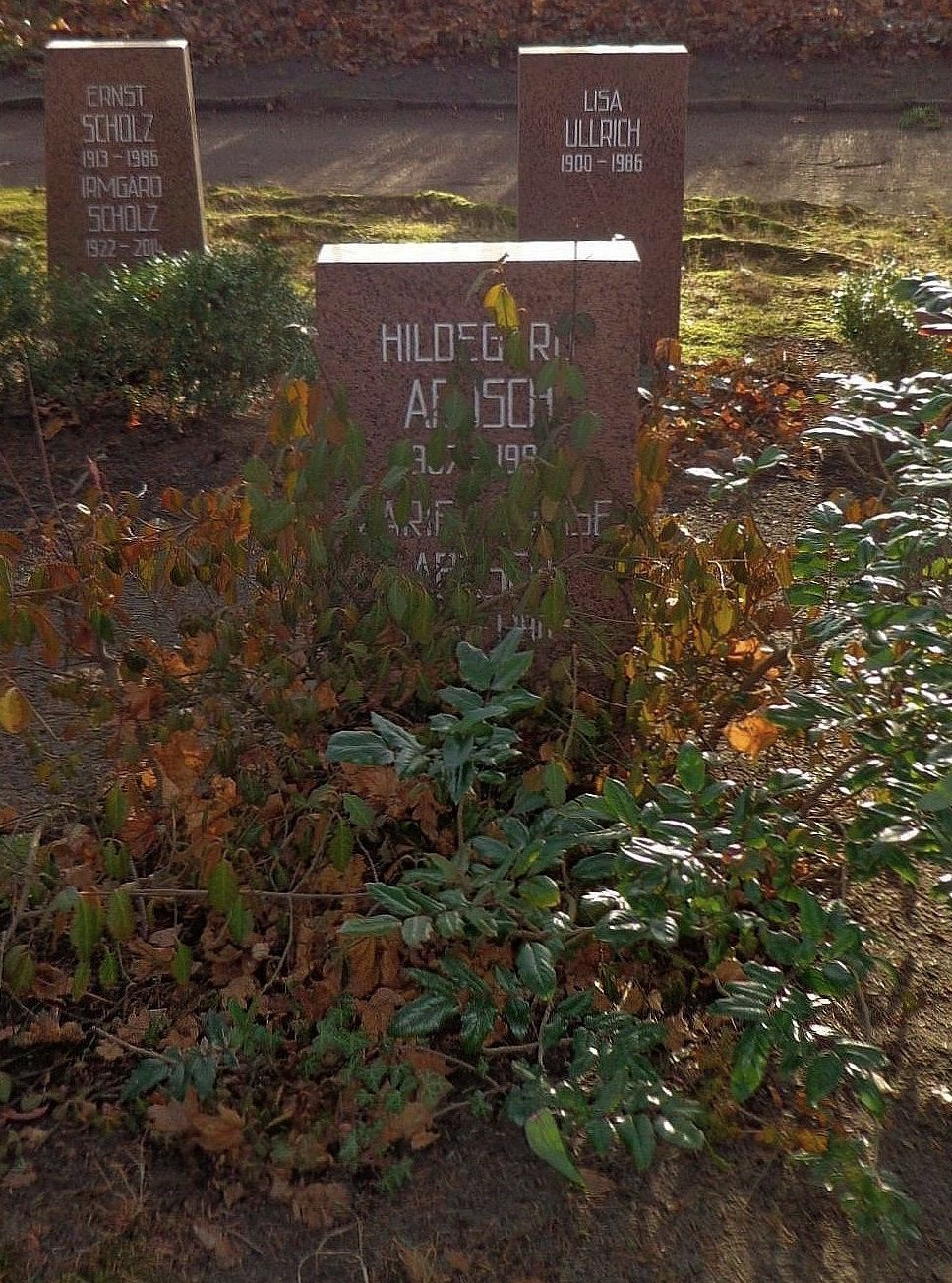
Grabstätte von Hildegard Abusch

Nach seinem Tod wurde seine Urne in der Gedenkstätte der Sozialisten auf dem Zentralfriedhof Friedrichsfelde in Berlin-Lichtenberg beigesetzt, die seiner Frau in der benachbarten Gräberanlage Pergolenweg.
Alexander Abusch publizierte unter dem Pseudonym Ernst Reinhardt.

## Ehrungen
- 1955 Nationalpreis III. Klasse[3]
- 1957 Medaille für Teilnahme an den Kämpfen 1918 bis 1923
- 1958 Medaille für Kämpfer gegen den Faschismus 1933 bis 1945
- 1958 Franz-Mehring-Ehrennadel
- 1959 Vaterländischer Verdienstorden in Bronze
- 1962 Karl-Marx-Orden
- 1964 Vaterländischer Verdienstorden in Gold[3]
- 1967 Ehrenspange zum Vaterländischen Verdienstorden in Gold
- 1977 Orden Stern der Völkerfreundschaft in Gold

1986 wurde eine Straße in Berlin-Hellersdorf nach ihm benannt (seit 1992 Peter-Huchel-Straße).

## Darstellung Abuschs in der bildenden Kunst der DDR
- Rudolf Bergander: Alexander Abusch, Stellvertretender Vorsitzender des Ministerrats (Öl, um 1962)[4]
- Gerhard Rommel: Alexander Abusch (Porträtplastik, Bronze, 1972)[5]

## Schriften

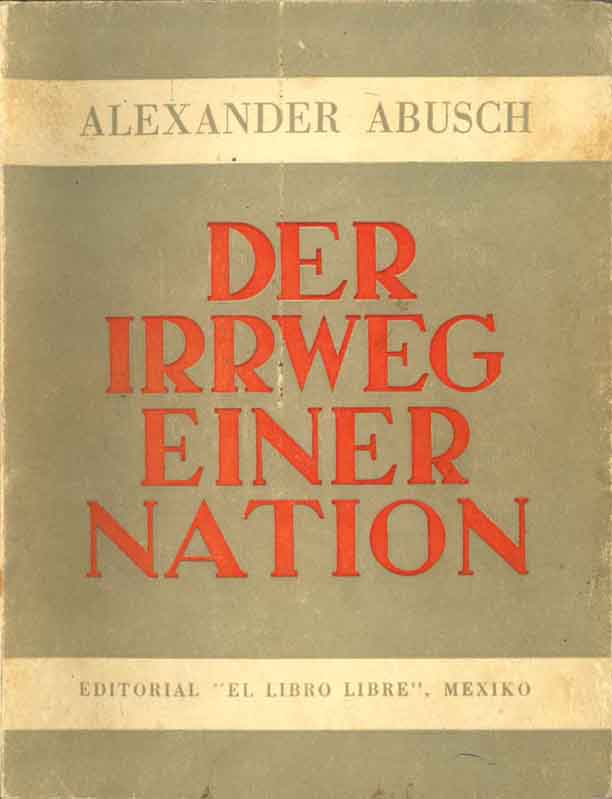
Der Irrweg einer Nation, El libro libre, 1945

- Der Kampf vor den Fabriken. Eine Erzählung. Vereinigung Internationale Verlags-Anstalt, Berlin 1926.
- Braunbuch über Reichstagsbrand und Hitler-Terror. (Mitherausgeber), Paris 1933.
- Der Irrweg einer Nation. Ein Beitrag zum Verständnis deutscher Geschichte. Mexiko 1945.
- Stalin und die Schicksalsfragen der deutschen Nation. Aufbau-Verlag, Berlin 1949.
- Mit wem seid ihr, Meister der Kultur? Die Rolle der Kulturschaffenden im Kampf um den Frieden. Berlin 1950.
- Literatur und Wirklichkeit. Beiträge zu einer neuen deutschen Literaturgeschichte. Aufbau-Verlag, Berlin 1952.
- Johannes R. Becher. Dichter der Nation und des Friedens. Berlin 1953.
- Von der Wissenschaft und der Kunst der Sowjetunion schöpferisch lernen. Berlin 1953.
- Restauration oder Renaissance. 1954.
- Schiller – Größe und Tragik eines deutschen Genius. Berlin 1955.
- Der junge Künstler in unserer Zeit. Berlin 1956.
- Im ideologischen Kampf für eine sozialistische Kultur. Berlin 1957.
- Schillers Menschenbild und der sozialistische Humanismus. Berlin 1960.
- Unsere Epoche erfordert Humanisten der Tat. Berlin 1961.
- Kulturelle Probleme des sozialistischen Humanismus. Beiträge zur deutschen Kulturpolitik. 1946–1961. Berlin 1962.
- Johann Gottlieb Fichte und die Zukunft der Nation. Berlin 1962.
- Die nationale Aufgabe der sozialistischen Kultur in der Deutschen Demokratischen Republik. Berlin 1963.
- Shakespeare. Realist und Humanist, Genius der Weltliteratur. Berlin 1964.
- Zwanzig Jahre Kulturbund im Kampf für die geistige Wiedergeburt der deutschen Nation. Berlin 1965.
- Humanismus und Realismus in der Literatur. Aufsätze, Leipzig 1966
- Die Aufgaben des Deutschen Kulturbundes im entwickelten gesellschaftlichen System des Sozialismus. Berlin 1968.
- Tradition und Gegenwart des sozialistischen Humanismus. Berlin 1971.
- Der Deckname. Memoiren. Dietz, Berlin 1981.
- Die Welt Johannes R. Bechers. Arbeiten aus den Jahren 1926–1980. Aufbau-Verlag, Berlin 1981.
- Ansichten über einige Klassiker. Aufbau-Verlag, Berlin 1982.
- Mit offenem Visier. Memoiren. Dietz, Berlin 1986.